# Ledang
Huyện Ledang là một huyện thuộc bang Johor của Malaysia. Huyện Ledang có dân số thời điểm năm 2010 ước tính khoảng 130844 người.